# Mirandatherium
Mirandatherium alipioi es una especie extinta de marsupial microbioterio de la familia Microbiotheriidae. Son uno los fósiles más antiguos conocidos de un microbiotérido. Están datados en el Paleoceno Inferior y fueron hallados en Itaboraí (Brasil).